# Grabhügel von Lettin
Die Grabhügel von Lettin sind eine Gruppe mehrerer Grabhügel des Neolithikums und unbekannter Zeitstellung bei Lettin, einem Stadtteil von Halle (Saale) in Sachsen-Anhalt.

## Lage
Die Hügel befinden sich größtenteils nördlich und nordwestlich von Lettin bei den Lunzbergen in der Nähe des Steilhangs zur Saaleniederung. Auch westlich des Orts wurden einige Strukturen ausgemacht, bei denen es sich um Grabhügel handeln könnte. Aus der näheren Umgebung sind zahlreiche weitere Grabhügel bekannt, etwa südöstlich in Kröllwitz, südlich in der Dölauer Heide, westlich bei Schiepzig und Salzmünde, sowie jenseits der Saale bei Brachwitz und Morl. Zwischen Lettin und Schiepzig befand sich zudem ein Großsteingrab, das im 19. Jahrhundert zerstört wurde.

## Beschreibung
Etwa 0,7 km nordwestlich des Orts befinden sich drei direkt beieinander stehende Hügel. Nur wenig östlich davon liegt ein weiterer am Kirschberg. Die Hügel haben Durchmesser zwischen 11 und 12 m und Höhen von etwa 1 m. Die beiden westlichen Hügel weisen starke Störungen auf. Die Anlagen werden ins Neolithikum datiert.
0,6 km weiter nach Nordwesten liegen zwei ebenfalls im Neolithikum errichtete Hügel. Der Erste hat einen Durchmesser von 10 m und ist im Südwesten mit Feldsteinen bedeckt. Der Zweite ist sehr verflacht und nicht mehr eindeutig als Hügel erkennbar.
Ein siebenter Grabhügel des Neolithikums befindet sich im nordöstlichen Bereich des Kirschbergs am „Schäferling“, direkt am Steilhang. Sein Durchmesser beträgt etwa 12–14 m und seine Höhe etwa 1,5 m.
Unsicher ist die Zuordnung einer Struktur nördlich des Roitzschwegs im Naturschutzgebiet Lunzberge. Sie weist eine Eintiefung auf, die wohl von einer Stellung stammt. Es ist unbekannt, ob hier eine Stellung in einen Grabhügel eingetieft oder der Hügel im Zuge des Stellungsbaus erst aufgeschüttet wurde.
Ebenfalls unsicher ist die Ansprache mehrerer Strukturen etwa 1,5 km westlich von Lettin an der Straße nach Schiepzig. Es könnte sich um fünf stark angepflügte Grabhügel handeln, was aber teilweise angezweifelt wird, da es trotz recht guter Forschungslage in diesem Gebiet keine Hinweise hierzu in der Literatur gibt.